# Беука
Беука (рум. Beuca) — село у повіті Телеорман у Румунії. Входить до складу комуни Беука.
Село розташоване на відстані 92 км на захід від Бухареста, 43 км на північний захід від Александрії, 92 км на схід від Крайови.

## Населення
За даними перепису населення 2002 року у селі проживали 1364 особи, усі — румуни. Усі жителі села рідною мовою назвали румунську.

## Видатні уродженці
- Флоаря Калоте — румунська співачка та політик.